# Rovni
Rovni (en serbe cyrillique : Ровни) est un village de Serbie situé sur le territoire de la Ville de Valjevo, district de Kolubara. Au recensement de 2011, il comptait 135 habitants.

## Démographie
| 1948 | 1953 | 1961 | 1971 | 1981 | 1991 | 2002 | 2011 |
| ---- | ---- | ---- | ---- | ---- | ---- | ---- | ---- |
| 373  | 348  | 313  | 290  | 275  | 187  | 169  | 135  |

|  |

## Galerie

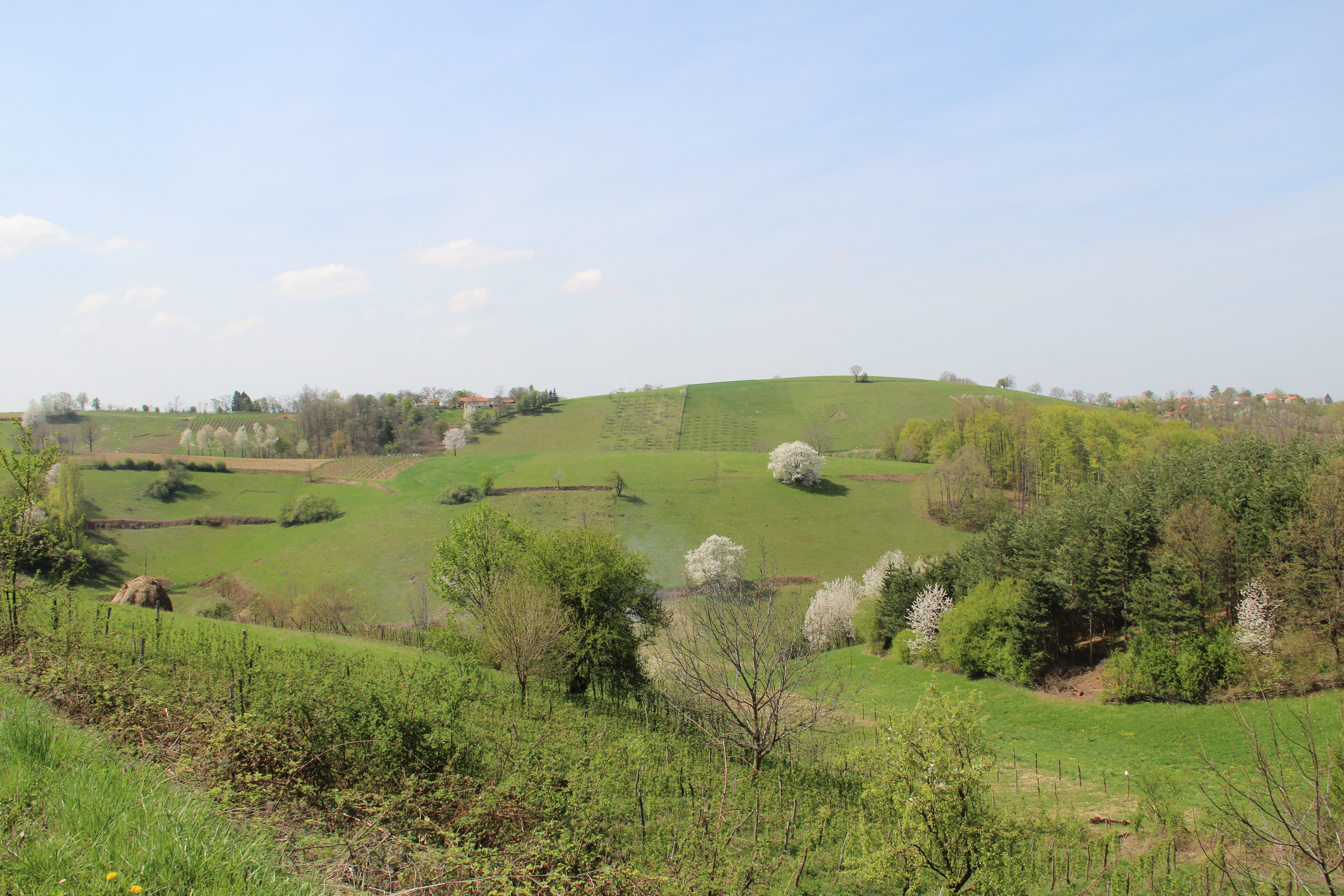
Rovni - panorama
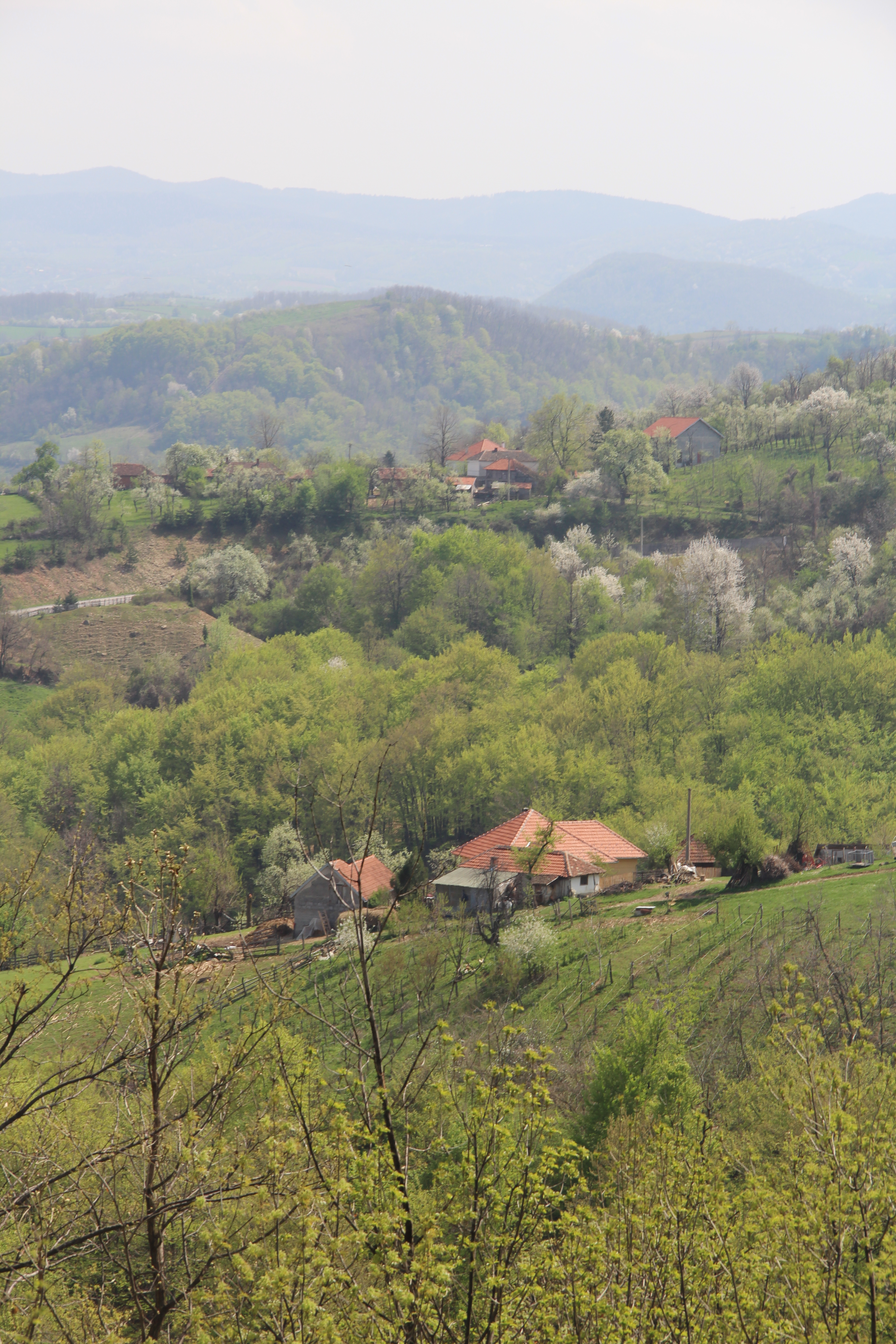
Rovni - panorama
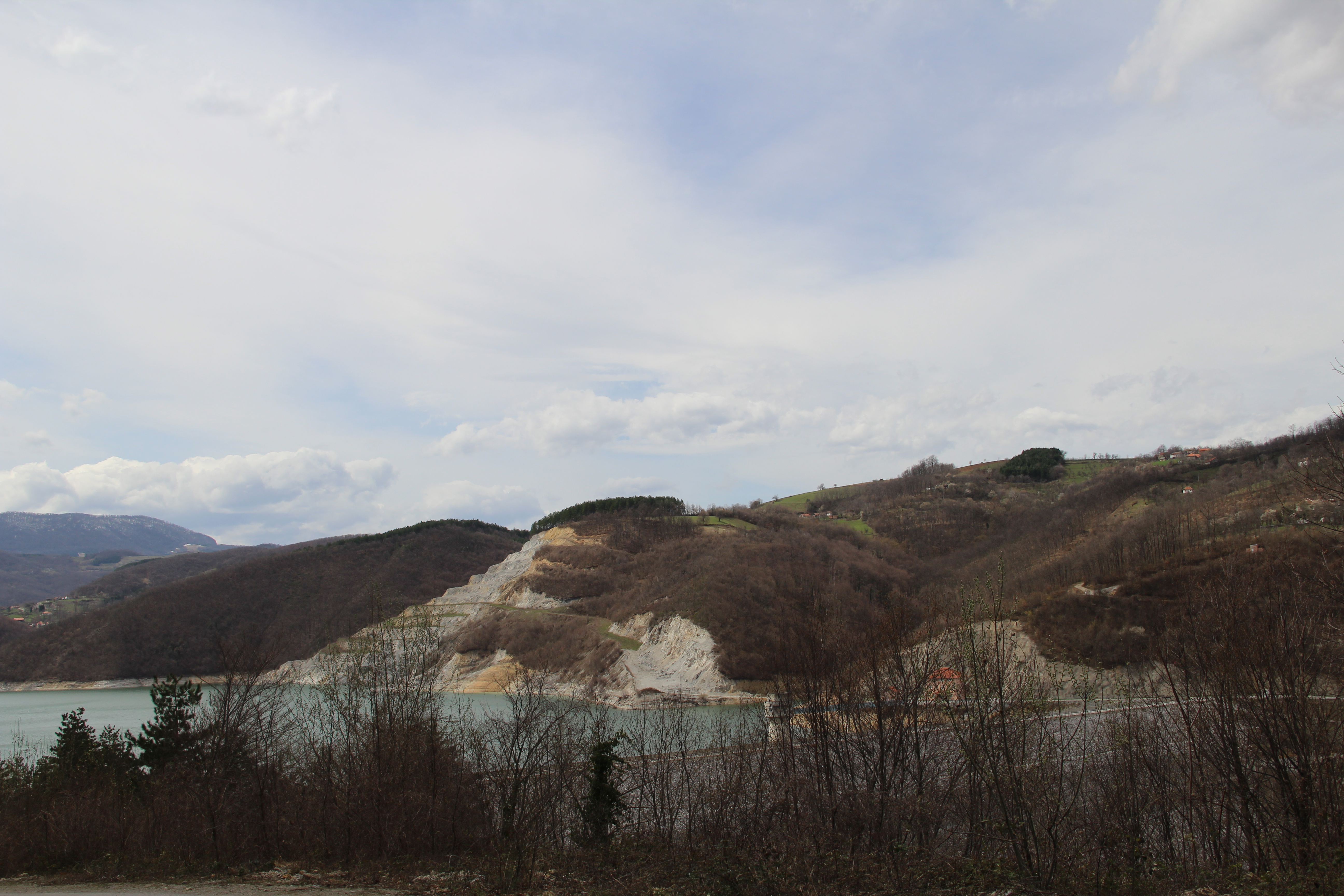
Rovni - panorama
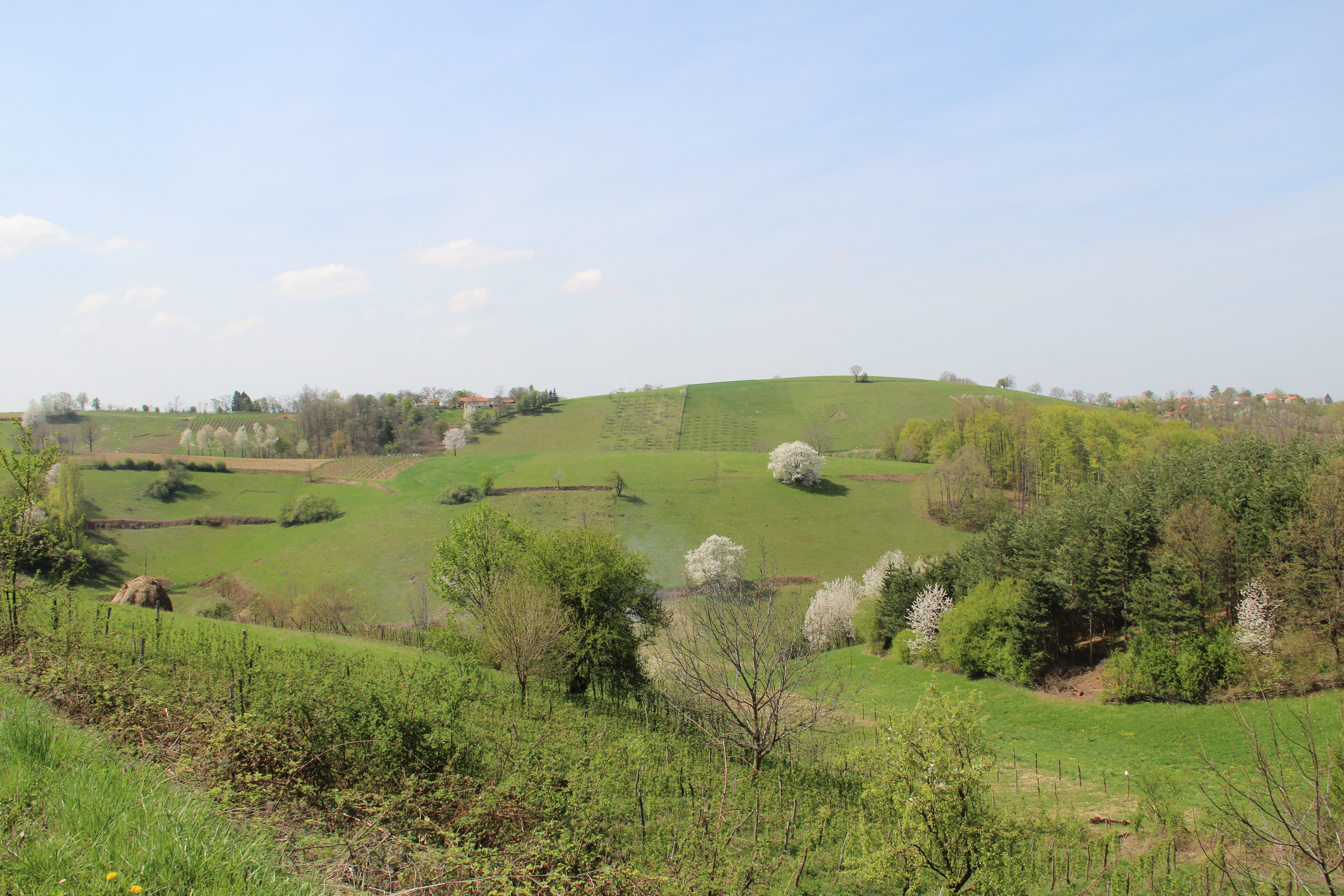
Rovni - panorama
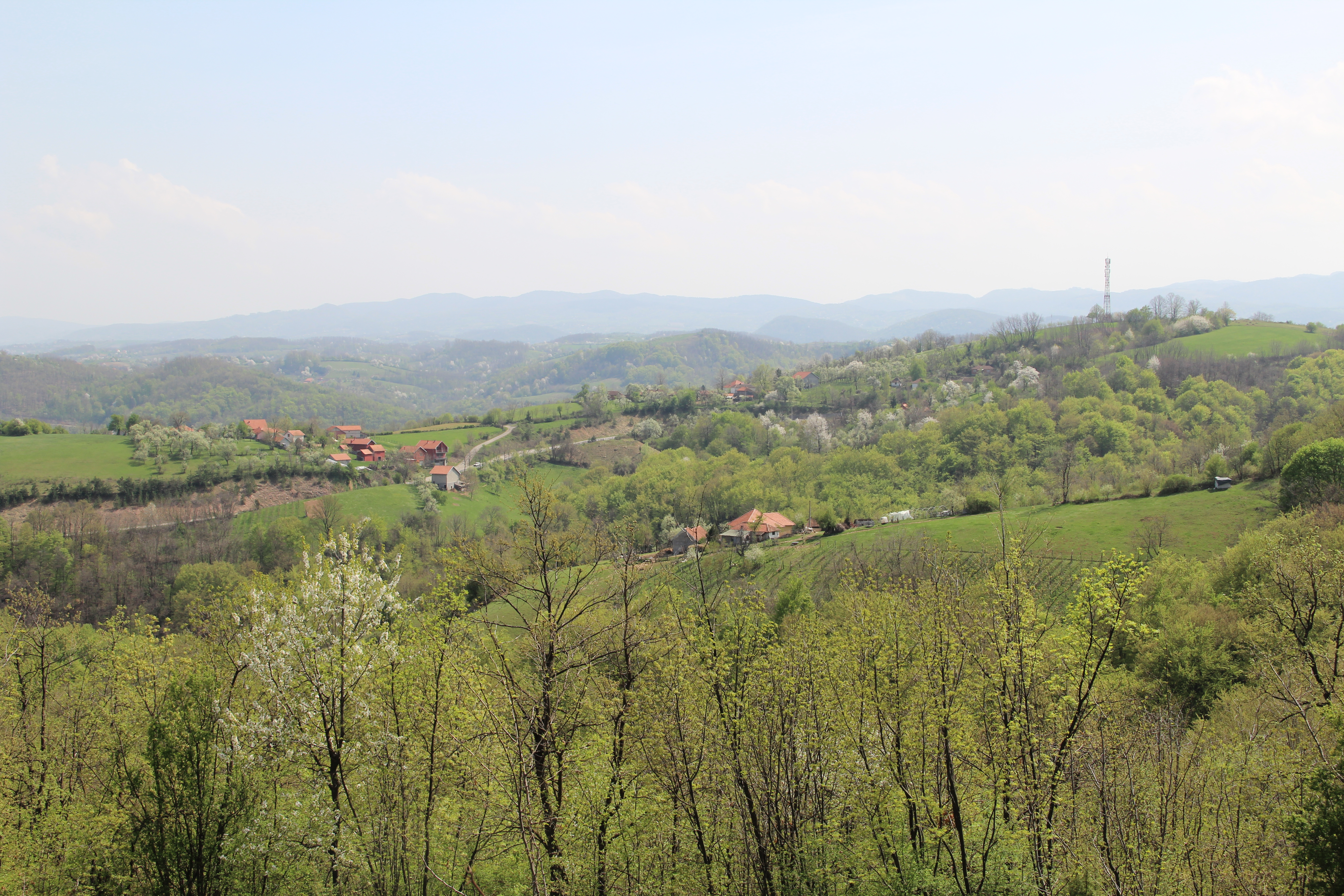
Rovni - panorama
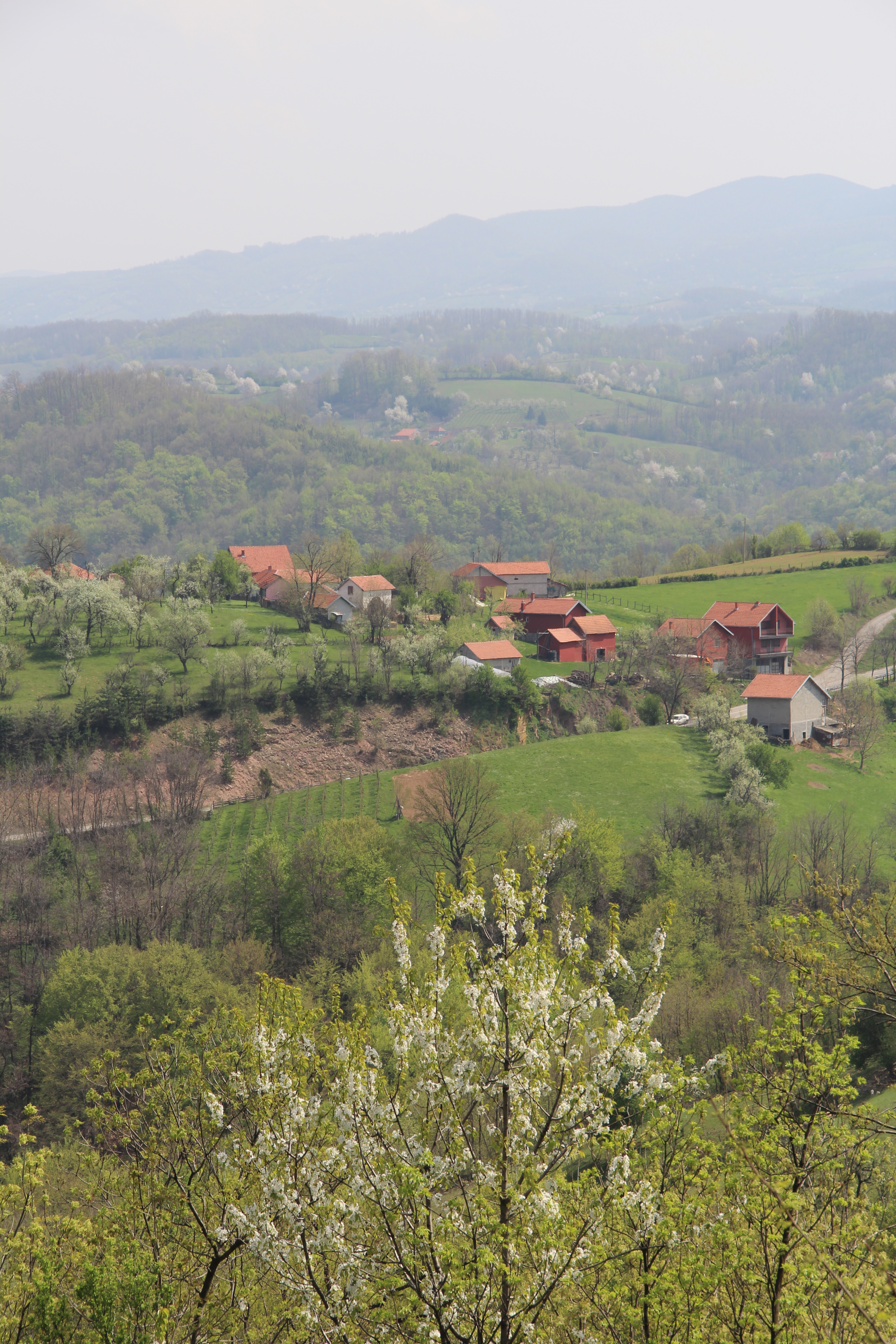
Rovni - panorama
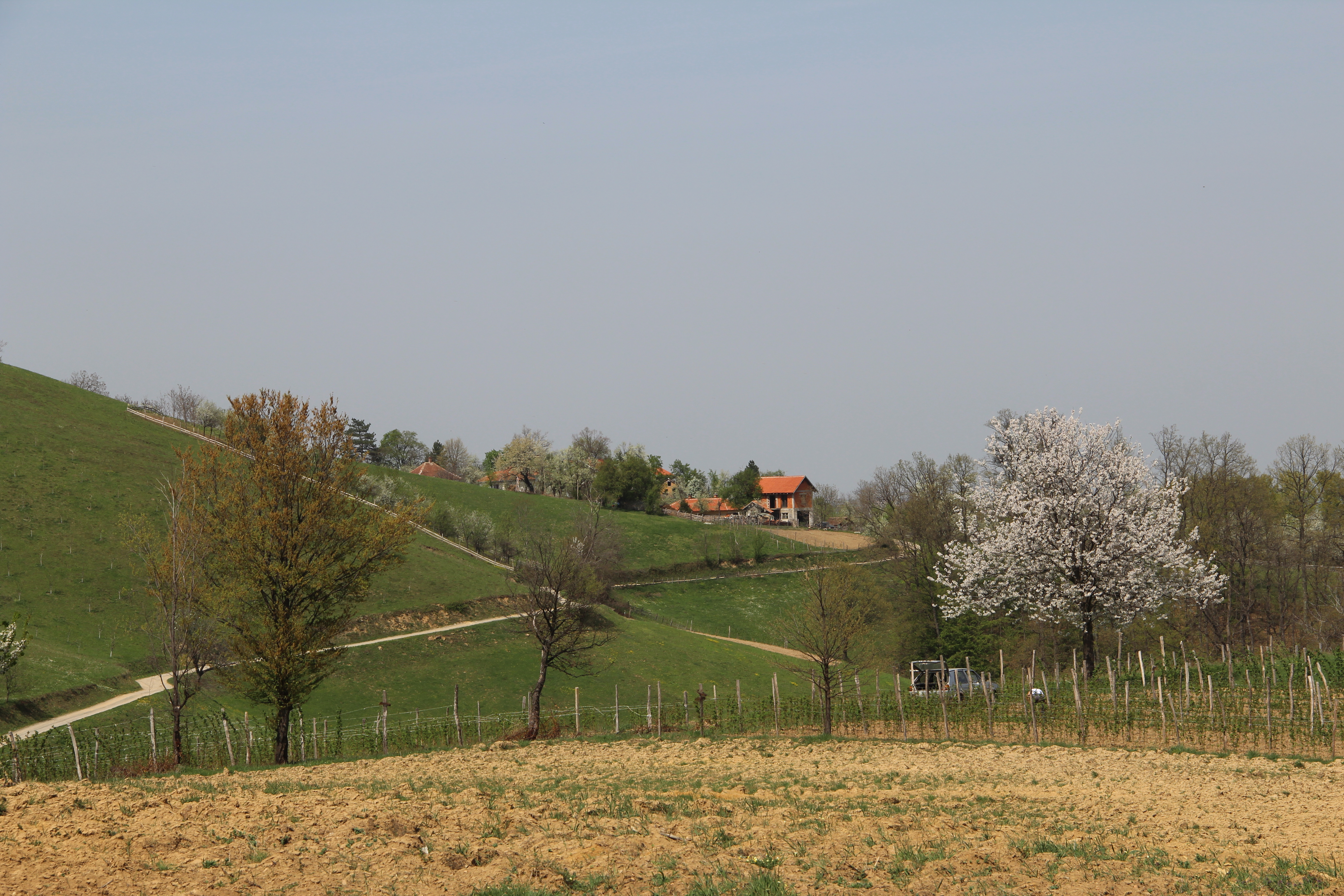
Rovni - panorama
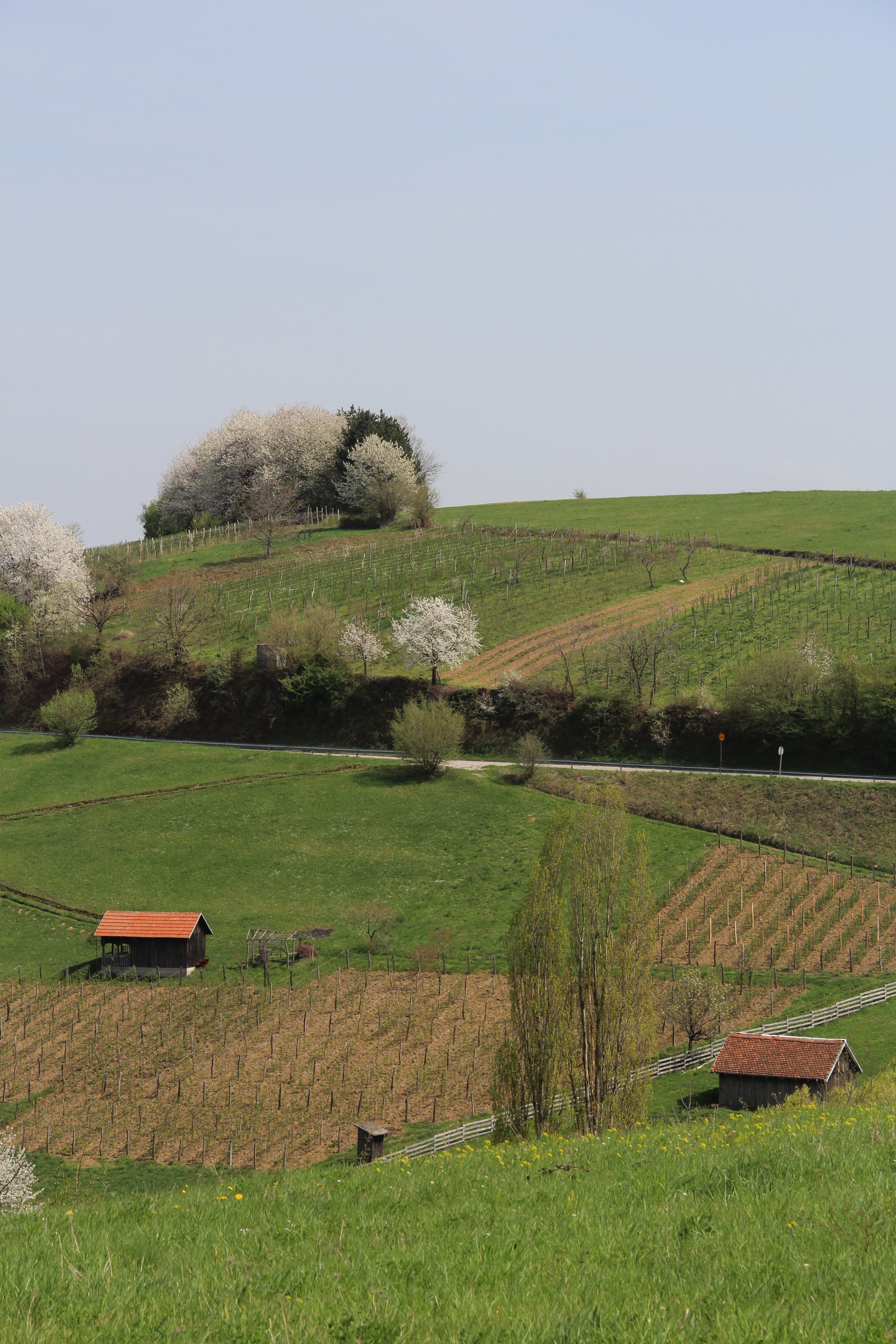
Rovni - panorama